# Río Konka
El río Konka (en ucraniano: Кінська, Kinska; en ruso: Конка, Konka) es un corto río de  Ucrania, un afluente por la margen izquierda del curso bajo del río Dniéper que fluye a través del óblast de Zaporiyia y desemboca en el embalse de Kajovka. Tiene una longitud de 146 km y una cuenca hidrográfica de 2.580 km².
La ciudad de Hola Prystan, una pequeña localidad fundada por Catalina II de Rusia, se encuentra en su ribera.
- Datos: Q1742282
- Multimedia: Kinska River / Q1742282